# Shades of Deep Purple Tour
 (février 2018).
The Shades of Deep Purple Tour est une série de concerts donnés par le groupe britannique de hard rock Deep Purple afin de promouvoir leur album Shades of Deep Purple. Cette tournée a duré plus d'un mois et comportait huit dates (sept au Royaume-Uni et une en Suisse). C'était la première tournée du groupe au Royaume-Uni. Après cette courte tournée, le groupe enregistre un autre album en un week-end. Durant  l'été 1968 le Royaume-Uni a connu la première grande performance du groupe. 

## Titres joués
1. Love Help Me
2. Prelude: Happiness/I'm So Glad
3. Mandrake Root
4. Hush
5. One More Rainy Day
6. Hey Joe
7. And the Address
8. Help

## Dates des concerts
| Dates             | Villes            | Pays       | Lieux                            |
| ----------------- | ----------------- | ---------- | -------------------------------- |
| 6 juillet 1968    | Londres           | Angleterre | The Roundhouse Theatre           |
| ?? juillet 1968   | Ramsgate          | Angleterre |                                  |
| ?? juillet 1968   | Londres           | Angleterre | ILEA College                     |
| 3 août 1968       | Warrington        | Angleterre | The Red Lion                     |
| 10 août 1968      | Sunbury-on-Thames | Angleterre | National Jazz and Blues Festival |
| 22 septembre 1968 | Berne             | Suisse     | Pop Festival                     |
| 27 septembre 1968 | Birmingham        | Angleterre | Mother                           |
| 28 septembre 1968 | Plymouth          | Angleterre | Van Dyke Club                    |